# スパイ・ライク・アス
『スパイ・ライク・アス』（原題: Spies Like Us）は、1985年制作のアメリカ合衆国のスパイ・コメディ映画。ジョン・ランディス監督、チェビー・チェイス、ダン・エイクロイドらが出演（エイクロイドは脚本も担当）した他、有名映画監督が多数カメオ出演している。
主題歌はポール・マッカートニーの「スパイズ・ライク・アス」（Spies Like Us）。

## あらすじ
アメリカ国防総省に勤める2人の落ちこぼれスパイ、エメットとオースティンはある日突然、ソ連の最新鋭ミサイルの強奪という重要な任務に就かされる。
実は2人は本当のスパイの囮として利用されただけなのであったが、予想外の大活躍を見せ、見事に任務を遂行してしまうのだった。

## スタッフ
- 監督：ジョン・ランディス
- 製作：ジョージ・フォルシー Jr.、ブライアン・グレイザー
- 脚本：ダン・エイクロイド、ローウェル・ガンツ、ババルー・マンデル
- 原案：ダン・エイクロイド、デイヴ・トーマス
- 製作総指揮：バーニー・ブリルスタイン
- 撮影：ロバート・ペインター
- 音楽：エルマー・バーンスタイン
- 主題歌：ポール・マッカートニー「スパイズ・ライク・アス」（Spies Like Us）

## キャスト
| 役名             | 俳優                   | 日本語吹替                                                                            |
| ---------------- | ---------------------- | ------------------------------------------------------------------------------------- |
| エメット         | チェビー・チェイス     | 羽佐間道夫                                                                            |
| オースティン     | ダン・エイクロイド     | 橋本功                                                                                |
| スライン将軍     | スティーヴ・フォレスト | 小林勝彦                                                                              |
| カレン           | ドナ・ディクソン       | 幸田直子                                                                              |
| ルビー           | ブルース・デイヴィソン | 大塚芳忠                                                                              |
| ロンバス長官     | バーニー・ケイシー     |                                                                                       |
| キース           | ウィリアム・プリンス   | 大木民夫                                                                              |
| ミーグス将軍     | トム・ハッテン         | 藤本譲                                                                                |
| テスト監視員     | フランク・オズ         |                                                                                       |
| イムハウス博士   | テリー・ギリアム       |                                                                                       |
| マーストン博士   | レイ・ハリーハウゼン   |                                                                                       |
| スティンソン博士 | デレク・メディングス   |                                                                                       |
| 運転手#1         | ジョエル・コーエン     |                                                                                       |
| 運転手#2         | サム・ライミ           |                                                                                       |
| 運転手#3         | マーティン・ブレスト   |                                                                                       |
| ゴルファー       | ボブ・ホープ           |                                                                                       |
| エージェント     | B・B・キング           |                                                                                       |
| エージェント     | マイケル・アプテッド   |                                                                                       |
| エージェント     | ラリー・コーエン       |                                                                                       |
| タジクの警官     | コスタ＝ガヴラス       |                                                                                       |
| 兵士             | マット・フリューワー   |                                                                                       |
| その他           |                        | 池田勝 石塚運昇 秋元羊介 塚田正昭 伊井篤史 藤城裕士 鷹森淑乃 小室正幸 稲葉実 星野充昭 |

- 日本語吹替：TBS『火曜ロードショー』 放送日：1988年11月29日

演出：加藤敏、翻訳：岩本令、効果：リレーション、プロデューサー：上田正人（TBS）、制作：東北新社／TBS

## 日本語字幕
戸田奈津子